# 129 av. J.-C.
Cette page concerne l'année 129 av. J.-C. du calendrier julien proleptique.

## Événements
- 2 août 130 av. J.-C. (1er janvier 625 du calendrier romain) : début à Rome du consulat  de Gaius Sempronius Tuditanus et Manius Aquilius[1].
  - Le consul Aquilius part pour l’Asie où il achève de réprimer l’insurrection d’Aristonicos et organise la province[1]. Samos devient romaine[2].
  - Le consul Tuditanus mène des opérations contre les Iapydes, peuple installé de l'autre côté de l'Adriatique, dans l'actuelle Croatie. Il obtient les honneurs du triomphe le 1er octobre romain (24 avril julien)[1].
  - Deuxième réduction du cens de la cinquième classe militaire, qui est ramené de 4 000 as à 1 500 as[3], ce qui permet d’admettre dans l’armée romaine 76 000 prolétaires.
- Printemps : le roi des Parthes Phraatès, dans une situation difficile après l'intervention d'Antiochos VII en Babylonie et en Médie, est sauvé par la révolte des populations civiles contre les militaires syriens. Les soldats en garnison sont massacrés par la population. Antiochos tente d’intervenir, mais il est surpris dans un défilé par les Parthes. Ses troupes prennent la fuite. Défait, Antiochos VII se donne la mort. Phraatès envoie son cadavre à Antioche dans un cercueil d’argent. Alors qu’il a l’intention de marcher sur la Syrie, Phraatès est pris à revers par les Sakas, qui arrivant alors que l’on n’avait plus besoin d’eux, refusent de partir sans avoir été indemnisés. Ils se mettent à ravager le territoire Parthe et appellent leurs compatriotes à la rescousse. Phraatès est tué à la tête de ses troupes vers 128 av. J.-C.[4] Démétrios II Nicator devient seul roi séleucide de Syrie.
- Été[5] : Scipion Émilien, qui pense peut-être revêtir une dictature constituante, fait enlever, par une loi, aux triumvirs agraires leurs pouvoirs judiciaires, et les fait transférer aux consuls qui refusent d’en user sous prétexte de partir en campagne. L’application de la loi agraire s’en trouve paralysée. Scipion meurt brusquement, la veille des Féries latines, jour où il devait proposer l’abrogation de la loi agraire. On parle d’assassinat[1].
- Automne, Chine : offensive chinoise contre les Xiongnu. Les armées Han attaquent quatre marchés frontaliers fréquentés par les Xiongnu. En dépit de l’effet de surprise, une seule de ces attaques obtient un succès modéré[6].
- 5 novembre : éclipse lunaire et 20 novembre : éclipse de soleil, observées à Athènes[7].

- Clitomaque de Carthage, sémite de Carthage (de son vrai nom Hasdrubal), dirige l’Académie à la mort de Carnéade jusqu’en 110 av. J.-C.[8]
- Panétios de Rhodes rentre de Rome et dirige le Portique jusqu’en 110 av. J.-C.[9]

## Décès en 129 av. J.-C.
- Antiochos VII Évergète, roi de Syrie, se donne la mort en combattant les Parthes.
- Scipion Émilien, général et homme d'État romain.
- Carnéade, philosophe probabiliste né à Cyrène v. 215 av. J.-C., à Athènes. Il n’a rien écrit, mais il semble être un des penseurs les plus profonds de son époque. Selon lui, il, n’y a aucun moyen de distinguer la vérité de l’erreur. Il faut se frayer un chemin difficile entre le doute absolu des Sceptiques et les grandes hypothèses des Stoïciens.